# Леклер, Кэти
Кэти Линн Леклер (англ. Katie Lynn Leclerc; род. 6 ноября 1986, Сан-Антонио) — американская актриса. Она сыграла в нескольких телевизионных телесериалах таких, как «Вероника Марс», «Дом моды». В 2011 году она получила главную роль в сериале «Их перепутали в роддоме», сыграв Дафну Васкес. Также в 2011 году исполнила эпизодическую роль в сериале «Теория Большого взрыва» (s5e04-«The Wiggly Finger Catalyst»), сыграв глухую девушку Раджа, Эмили.

## Биография
Кэти родилась в Сан-Антонио, штат Техас и выросла в Лейквуде, штат Колорадо. Она самая младшая из трёх братьев и сестёр. В возрасте 20 лет ей поставили диагноз болезнь Меньера (нарушение слуха). Симптомы включают в себя нарушение слуха и головокружение. Её отец и старшая сестра также страдают от этого заболевания. Даже несмотря на проблемы со слухом, она свободно пользуется речью.
Страсть к игре Кэти обнаружила ещё в начальной школе, когда получила главную роль в постановке. Переехав в Сан-Диего, Кэти продолжает играть в Valley Center High School. Она также снялась в рекламе Pepsi, Cingular, Comcast и GE. В 2006 году она снялась в музыкальном клипе группы Rascal Flatts под названием What Hurts the Most, сыграв студентку, сидящую в классе.
Свою телевизионную карьеру она начала с сериала «Вероника Марс». Её первой главной ролью стал сериал «Их перепутали в роддоме», где она сыграла Дафну Васкес, глухую девушку, которую перепутали в роддоме.
Кэти говорит о своей роли следующее — «Мой агент представил меня на общенациональном кастинге. Через некоторое время мне перезвонили и предложили продемонстрировать „глухой акцент“. Все хотели убедиться, что моя героиня будет выглядеть правдоподобно. Именно с помощью „глухого акцента“ персонаж будет выглядеть на экранах действительно сильным и правдоподобным».
С 6 сентября 2014 года Кэти замужем за агентом по недвижимости Брайаном Хэйбекостом.

## Фильмография
| Год       |   | Русское название        | Оригинальное название       | Роль                          |
| --------- | - | ----------------------- | --------------------------- | ----------------------------- |
| 2000      | с | Место преступления      | Crime Scene Investigation   | Кристина / Christine          |
| 2004—2007 | с | Вероника Марс           | Veronica Mars               | Кристал / Crystal             |
| 2006      | с | Дом моды                | Fashion House               | Сара / Sara                   |
| 2007—2008 | с | Богатые                 | The Riches                  | Teen Girl                     |
| 2007      | с | Грешники и святые       | Saints & Sinners            | Bride                         |
| 2008—2011 | с | Все мои бывшие          | The Ex List                 | Мила / Mila                   |
| 2009      | ф | Годы летят              | Flying By                   | Элли / Ally                   |
| 2009      | ф |                         | The Inner Circle            | Клер                          |
| 2010—2011 | с | Достоинство Бергера     | The Hard Times of RJ Berger | Глухая девушка / Deaf Girl    |
| 2011—2017 | с | Их перепутали в роддоме | Switched at Birth           | Дафна Васкес / Daphne Vasquez |
| 2011      | с | Теория Большого взрыва  | The Big Bang Theory         | Эмили / Emily                 |
| 2013      | ф |                         | The Confession              | Кэти Лэпп / Katie Lapp        |
| 2013      | ф |                         | The Ones                    | Кэти / Katie                  |
| 2017      | с | Признайся               | Confess                     | Оберн Рид                     |